# Ренісон-Белл
Ренісон-Белл (англ. Renison Bell) — родовище олова в Австралії. Запаси 12 млн т руди вмістом олова 1,2 %. Розробляється підземним способом. Потужність рудника 1 млн т руди на рік.